# Nạn đói Nam Sudan 2017

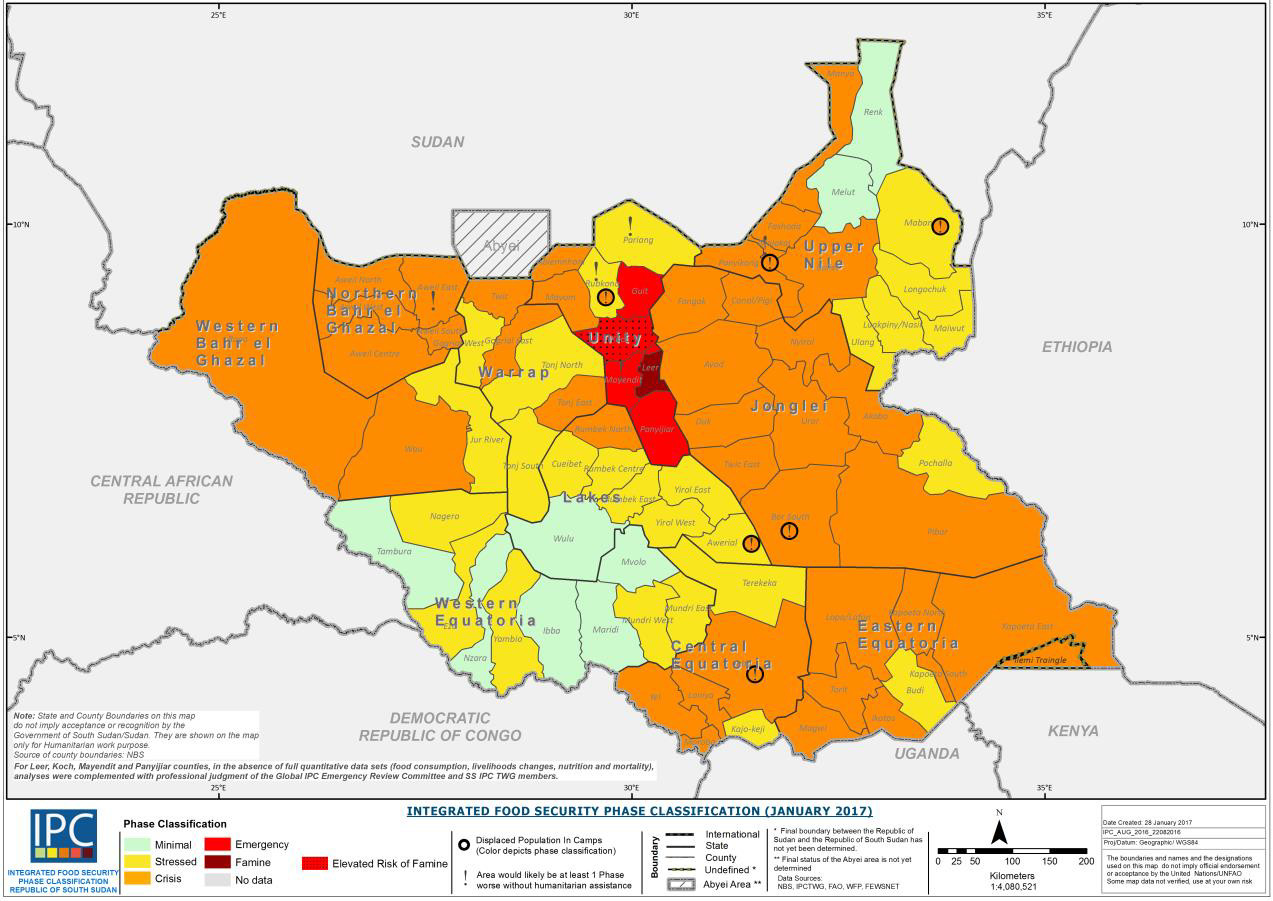
Bản đồ tháng 1 năm 2017 với các mức độ "tối thiểu" tới "nạn đói"

Vào ngày 20 tháng 2 năm 2017, Nam Sudan và Liên Hợp Quốc tuyên bố nạn đói ở các khu vực của cựu bang Unity, cảnh báo rằng nó có thể lây lan nhanh chóng nếu không ai có hành động hỗ trợ gì. Hơn 100.000 người hiện đang bị ảnh hưởng sau cuộc nội chiến và sự sụp đổ kinh tế. Chương trình Lương thực Thế giới báo cáo rằng 40% dân số Nam Sudan (4,9 triệu người) cần lương thực khẩn cấp. Các quan chức Liên Hợp Quốc cho biết Tổng thống Salva Kiir Mayardit đã ra lệnh ngăn chặn việc giao hàng thực phẩm đối với một số khu vực.
Ngoài ra, các khu vực của Nam Sudan đã không có mưa trong hai năm.[4] Theo đại diện Tổ chức Nông Lương Liên Hợp Quốc đại diện Serge Tissot, "nỗi sợ hãi tồi tệ nhất của chúng tôi đã xảy ra. Nhiều gia đình đã hết sạch tất cả đồ ăn họ có. Người dân chủ yếu là nông dân và chiến tranh đã làm gián đoạn sản xuất nông nghiệp. Họ đã mất gia súc của họ, thậm chí nông cụ của họ. Trong nhiều tháng họ đã phụ thuộc hoàn toàn vào bất cứ cây gì họ tìm thấy và bất cứ con cá nào họ bắt được.

## Sự phát triển của nạn đói
Trong tháng 6 năm 2015 mạng lưới hệ thống cảnh báo sớm về nạn đói quan sát thấy giá lương thực nhảy vọt và số lượng các hộ gia đình có khả năng phải đối mặt với nạn đói thảm khốc gia tăng. Một phần là do các cân nhắc kinh tế bao gồm tăng chi phí vận chuyển, tỷ giá hối đoái song song của Nam Sudan Pound giảm từ 6,1-11,5 mỗi đô la Mỹ, và mất tín dụng của chính phủ cho phép nhập khẩu thực phẩm theo tỷ giá chính thức của 2,9 SSP mỗi USD. Vào thời điểm đó theo khảo sát, 8,8% hộ gia đình ở Ayod và 1,4% ở Mayendit đói bậc 5 hoặc 6, dưới ngưỡng 20% để gọi là nạn đói khu vực.
Đến tháng 9 năm 2015, hạt Leer, quê hương nhà lãnh đạo phiến quân Riek Machar và tâm chấn tương lai của nạn đói, được trả lại không có gia súc và gần như trống vắng các thường dân chạy trốn các cuộc thảm sát và đốt cháy nhà cửa và ruộng; hạn hán đóng góp một phần đưa tới giảm sút thu hoạch hoa lợi.
Vào tháng 1 năm 2016, một báo cáo của WHO lưu ý rằng "các điều kiện tồn tại có thể dẫn đến nạn đói" do hạn hán ở miền trung và miền đông của nước này.
Trong tháng 3 năm 2016, Liên Hợp Quốc báo cáo, quân đội miền Nam Sudan được trả lương không phải bằng tiền, nhưng với một chính sách "làm những gì bạn có thể và lấy những gì bạn có thể" cho phép họ tịch thu gia súc và các sở hữu khác, và thậm chí hiếp dâm và giết phụ nữ dân sự như là một hình thức tiền lương. Báo cáo  mô tả tất cả các bên, nhưng đặc biệt là lực lượng chính phủ miền Nam Sudan SPLA và lực lượng dân quân đồng minh gây ra các cuộc tấn công nhắm vào thường dân dựa trên sắc tộc, phá hủy có hệ thống các thị trấn và làng mạc. Nó kết luận rằng kiểu lạm dụng "cho thấy một chiến lược cố ý tước lấy bất kỳ hình thức sinh kế hoặc hỗ trợ vật chất của người dân sống trong khu vực." 
Vào tháng 8 năm 2016, cuộc khủng hoảng lương thực "gần như hoàn toàn do con người thực hiện" đã xáy ra tại Nam Sudan, do sự ngăn chặn trợ giúp thực phẩm hơn là do hạn hán. Vào thời điểm đó gần như 25% dân số của cả nước có nhu cầu cấp bách được trợ giúp thực phẩm.

## Trợ giúp
Trong năm 2016 một số cơ quan của Liên Hợp Quốc và các cơ quan cứu trợ khác tăng cường những nỗ lực của họ, thiết lập một kỷ lục mới sau cuộc độc lập Nam Sudan bằng cách đưa tới bốn triệu người với 265.000 tấn viện trợ lương thực và 13,8 triệu $ trong việc hỗ trợ tiền mặt. Theo trợ lý tổng thư ký Liên Hợp Quốc Justin Forsyth, "không ai phải chết vì đói trong năm 2017. Có đủ lương thực trên thế giới, chúng tôi có đủ khả năng về cộng đồng nhân đạo. Ở Nam Sudan, UNICEF có 620 trung tâm nuôi dưỡng cho trẻ em thiếu dinh dưỡng nghiêm trọng, vì vậy những nơi mà trẻ em đang chết là những nơi chúng tôi không thể tới được, hoặc chỉ thỉnh thoảng tới. Nếu có đường tới, chúng tôi có thể cứu mạng tất cả các trẻ em này. " 